# Rosina Schneeberger
Pour les articles homonymes, voir Schneeberger.
Rosina Schneeberger est une skieuse alpine autrichienne, née le 16 janvier 1994.

## Biographie
Son activité au haut niveau commence lors de la saison 2009-2010 et dans la Coupe d'Europe en 2011.
Elle démarre en Coupe du monde en mars 2013 à Ofterschwang. Elle remporté une médaille de bronze aux Championnats du monde junior 2013 en super G.
Aux Championnats du monde junior 2014, elle remporte la médaille de bronze au super G et au slalom géant. Entre-temps, elle monte sur son premier podium en Coupe d'Europe en slalom géant à Levi. Elle revient en Coupe du monde en novembre 2014 à Levi, mais chute dans le slalom et se faut une rupture des ligaments croisés au niveau du genou.
Elle commence à marquer des points lors de la saison 2015-2016 avec une 28e place au super G de Soldeu. En décembre 2016, elle est déjà dans le top dix d'une épreuve avec le 9e rang au combiné de Val d'Isère. Elle est ainsi sélectionnée pour les Championnats du monde de Saint-Moritz, où elle ne termine pas le combiné.
Elle doit déclarer forfait pour la saison 2017-2018 et les Jeux olympiques de Pyeongchang en raison d'une rupture des ligaments croisés contractée à l'entraînement en Argentine.
Elle est championne d'Autriche du super G en 2014 et du combiné en 2016.
Le 28 février 2021, elle chute et se blesse grièvement lors du Super G de Val di Fassa.

## Palmarès

### Championnats du monde
| Épreuve / Édition | Saint-Moritz 2017 |
| Combiné           | Abandon           |

### Coupe du monde
- Meilleur classement général : 70e en 2017.
- Meilleur résultat : 9e.

#### Classements en Coupe du monde
| Année/Classement | Année/Classement | Général | Général | Super G | Super G | Slalom géant | Slalom géant | Combiné | Combiné |
| ---------------- | ---------------- | ------- | ------- | ------- | ------- | ------------ | ------------ | ------- | ------- |
| Année/Classement | Année/Classement | Class.  | Points  | Class.  | Points  | Class.       | Points       | Class.  | Points  |
| 2016             | 2016             | 83e     | 51      | 40e     | 15      | 49e          | 7            | 27e     | 29      |
| 2017             | 2017             | 70e     | 86      | 44e     | 13      | 38e          | 22           | 12e     | 51      |

### Championnats du monde junior
- Québec 2013 :
  -  Médaille de bronze au super G.
- Jasná 2014 :
  -  Médaille de bronze au super G.
  -  Médaille de bronze au slalom géant.

### Coupe d'Europe
- 5 podiums, dont 1 victoire.

### Championnats d'Autriche
- Titrée au super G en 2014.
- Titrée au combiné en 2016.